# Persisk matta
Persisk matta är en handknuten matta med ursprung i Persien (Iran och delvis angränsande länder), ibland även andra mattor i samma stil.
Persien är troligen de orientaliska mattornas ursprungsland. De äldsta bevarade mattorna härrör från 1400-talet, men först från 1500-talet finns större mängder av persiska mattor bevarade. Några av de mer kända är Ardabilmattan, Chelseamattan och Jaktmattan på Stockholms slott. Under Abbas den store hade den persiska mattknytningen sin storhetstid.
De mest kända mattyperna är medaljongmattor med klassisk central komposition och växtornament, blomstermattan med spiralformiga rankor och palmettblommor samt flormattan, populär främst från mitten av 1600-talet. Tillverkningen skedde främst i manufakturerna i Yesd och Kaschan. Materialet är ylle och silke. Ofta användes guld- och silvertrådar. Bland de mer exklusiva mattorna märks jaktmattor. Under 1600-talet tillverkades dessa i Esfahan, Tabris och Herat.
Heratmattorna, som tillverkades i Herat från 1500- till 1700-talet har en regelbunden yta med ett tätt orientaliskt mönster. De kom tidigt till Europa, där konstnärer som Rubens och van Dyck avbildat dem. Vasmattan har en egenartad långsmal form. Huvudmotivet är en vas som genom ett nät av rankor är förenat med de övriga blom-, palmett- och tschimotiven. De första skapades under saffariderna, troligen i södra Persien.
Andra typer av persiska mattor är:
- Afsharmattor
- Arakmattor
- Azerbajdzjanska mattor
  - Akstafamattor
  - Chilamattor
  - Lenkoranmattor
  - Muganmattor
  - Sjirvanmattor
  - Talysjmattor
  - Herizmattor
  - Karajemattor
  - Sarabmattor
  - Tabrizmattor
- Bakhtimattor
- Baluchmattor
- Esfahanmattor
- Farsmattor
- Ferehanmattor
- Hamadanmattor
- Kashanmattor
- Kermanmattor
- Kurdiska mattor
  - Bakhtiyarmattor
  - Bijarmattor
  - Goltukmattor
  - Kolyaimattor
  - Sennamattor
- Lorestanmattor
- Mahalmattor
- Malayermattor
- Qommattor
- Zieglermattor